# Grace odeszła
Grace odeszła – amerykański dramat obyczajowy z 2007 roku.

## Główne role
- John Cusack - Stanley Phillips
- Emily Churchill - Pierwsza kobieta
- Rebecca Spence - Druga kobieta
- Jennifer Tyler - Trzecia kobieta
- Susan Messing - Czwarta kobieta
- Shélan O’Keefe - Heidi Phillips
- Gracie Bednarczyk - Dawn Phillips
- Doug Dearth - Kapitan Riggs
- Doug James - Kapelan Johnson
- Alessandro Nivola - John Phillips
- Zach Gray - Chłopiec na basenie
- Marisa Tomei - Kobieta na basenie

## Fabuła
Stanley Phillips marzył o tym, by służyć w armii. Niestety, z powodu słabego wzroku nie został przyjęty. Zamiast niego w wojsku służy jego żona Grace, która w randze sierżanta walczy w Iraku. Pod jej nieobecność Stanley opiekuje się dwiema córkami: 12-letnią Heidi i 8-letnią Dawn. Mimo że je kocha i troszczy się o nie, nie potrafi wypełnić tęsknoty za matką. Nagle dowiaduje się, że jego żona zginęła. Wstrząśnięty Stanley nie potrafi się pogodzić z tą wiadomością i nie chce (na razie) przekazać ich córkom. Zamiast tego zabiera je do ich ulubionego parku rozrywki...

## Nagrody i nominacje
Festiwal Sundance 2007
- Nagroda im. Waldo Salta za najlepszy scenariusz: James C. Strouse
- Nagroda Publiczności dla filmu dramatycznego: James C. Strouse

Złote Globy 2007
- Najlepsza muzyka: Clint Eastwood (nominacja)
- Najlepsza piosenka: Grace Is Gone (nominacja)

Nagroda Satelita 2007
- Najlepsza piosenka: Grace Is Gone